# Paris clandestin
Pour plus de détails, voir Fiche technique et Distribution.
Paris clandestin est un film français réalisé par Walter Kapps, sorti en 1957.

## Synopsis
Parce qu'un courtier en paris hippiques ne respecte pas les règles, une rivalité éclate à l'intérieur d'un réseau de bookmakers et conduit à l'assassinat d'un dénommé Max. le commissaire Bruno chargé de l'enquête soupçonne Lucky Luciano, le patron d'un cabaret et Bramati, le patron du café « Chez Saïd ». L'affaire va se compliquer d'une rivalité amoureuse entre Mado, la femme de Lucky et Francine une des anciennes maîtresses. D'autant que Francine est devenue la maîtresse de Durand-Latour, propriétaire de chevaux.
Or il se trouve que Gisèle Durand-Latour, la fille du propriétaire a le pouvoir, par sa seule présence, de faire gagner un cheval. Lucky a donc l'idée de faire kidnapper la jeune fille et de porter ses paris sur un outsider lors du grand Prix. Mais les choses ne se passent jamais comme on croit qu'elles vont se passer... La jeune fille est retrouvée et libérée, son cheval gagne. Dépité Lucky abandonne sa maîtresse et s'enfuit en voiture, il est pris en charge par la police et meurt en s’écrasant contre un arbre. Avant de mourir il donne le nom de l’assassin.

## Fiche technique
- Réalisation : Walter Kapps, assisté de Dany Fog et Fernand Hochmann
- Scénario original et adaptation : Jean Négro
- Dialogues : André Tabet
- Décors : Claude Bouxin
- Photographie : Charly Willy-Gricha
- Cadreur : Robert Schneider
- Musique : René Sylviano et Daniel White
- Montage : Étiennette Muse
- Son : Norbert Gernolle
- Production : Éole Productions, Gamma Films
- Tournage du 2 janvier au 4 février 1957 à Paris-Studios-Cinéma à Billancourt
- Pays d'origine :  France
- Format : Pellicule Ferrania - Noir et blanc  - 35 mm - Son mono
- Genre : Film de gangsters
- Durée : 83 minutes
- Date de sortie : France, 11 octobre 1957

## Distribution
- Claudine Dupuis : Mado, la femme de Lucky
- Armand Mestral : Lucky Luciano, le patron du cabaret
- Danielle Godet : Francine, une ex maîtresse de Lucky
- Jean-Pierre Kerien : le commissaire Bruno
- Anouk Ferjac : Gisèle Durand-Latour, la jeune femme enlevée
- René Havard : Ernest, un homme de main de Lucky
- Alain Bouvette : Pierrot, un homme de main de Lucky
- Béatrice Arnac : Muriel, une entraîneuse
- Robert Berri : un homme de main de Bramati
- Andrex : Max, l'homme de confiance de Bramati
- Jean Murat : M. Durand-Latour, propriétaire de chevaux
- Viviane Méry : Dany, la maîtresse de Max
- Antonin Berval : Bramati, patron du café "Chez Saïd"
- Fransined: un spectateur du cabaret et parieur aux courses
- Max Amyl : un spectateur du cabaret et parieur aux courses
- Marcel Bernier : un spectateur du cabaret
- Claude Goaty : la chanteuse
- Georges Demas : un inspecteur
- Albert Medina : le commissaire principal
- Roger Lecuyer : le "client du Samedi"
- Lucien Desagneaux : le gendarme qui prend les convocations
- Marius Gaidon : un turfiste
- Louis Saintève : un turfiste
- Jean Minisini : un homme de main de Bramati
- Georges Gueret : un homme de main de Bramati
- Jacques Ralf
- Jean Balthazar
- Jeanne Davry
- Jenny Astruc
- Betty Stresa
- Dominique Dancourt
- Jacqueline Warin
- Marina Cristel

## Autour du film
- Ce film policier teinté d'érotisme est sorti directement dans deux salles d’exploitations parisiennes spécialisées dans les films sexy : le Midi Minuit, sur les grands boulevards, et La Cigale à Pigalle. Le film montre plusieurs numéros de cabarets dont un avec des danseuses seins nus.
- Le titre du film est volontairement ambigu, on ne sait si se sont les paris (sur les chevaux) qui sont clandestins (alors que le titre est au singulier), ou s'il s'agit de Paris (la ville).
- Le film reconstitue assez bien l'ambiance des cabarets de Pigalle avec ses habitués et ses entraîneuses.
- Le film a été réédité chez René Chateau Vidéo en 2006